# Bobby Doerr
Robert Pershing Doerr, detto Bobby (Los Angeles, 7 aprile 1918 – Junction City, 13 novembre 2017), è stato un giocatore di baseball statunitense di ruolo seconda base che ha giocato per tutta la carriera con i Boston Red Sox della Major League Baseball (MLB). È stato introdotto nella National Baseball Hall of Fame nel 1986.

## Carriera
Doerr giocò per tutte le 14 stagioni della carriera con i Boston Red Sox, prima dal 1937 al 1944 e poi al 1946 al 1951, perdendo la stagione 1945 per combattere nella seconda guerra mondiale. Ebbe una media battuta di oltre .300 in diverse stagioni e stabilì numerosi record di franchigia dei Red Sox, tra cui partite in carriera (1.865), turni in battuta (7.093), valide (2.042), doppi (381), basi totali (3.270) e punti battuti a casa (1.247). Tutti i primati offensivi di Doerr furono in seguito superati da Ted Williams. I suoi 223 fuoricampo erano la terza cifra di tutti i tempi per una seconda base della storia della MLB e i suoi 1.247 punti battuti a casa rimangono il quinto risultato della storia di Boston.
Doerr fu anche un osservatore e un allenatore dopo il ritiro da giocatore. Lavorò con Carl Yastrzemski prima della stagione in cui vinse la Tripla corona. All'ottobre 2017, Doerr era il più anziano membro della Baseball Hall of Fame e il più vecchio ex giocatore dei Red Sox. Era anche l'ultima persona vivente ad avere giocato nella MLB negli anni trenta.
È scomparso nel novembre 2017 all'età di 99 anni.

## Palmarès
- MLB All-Star: 9

1941–1944, 1946–1948, 1950, 1951
- Numero 1 ritirato dai Boston Red Sox